# Mandy Moore
Amanda Leigh «Mandy» Moore (Nashua, Nuevo Hampshire, 10 de abril de 1984) es una cantante, compositora, actriz y diseñadora de moda estadounidense. 
Su reconocimiento en el mundo del espectáculo llegó a finales de los años noventa, cuando todavía era adolescente. En 1998, firmó con Epic Records y un año más tarde lanzó su álbum debut, So Real, que recibió una certificación de platino de la RIAA, mientras que canciones como «Candy» y «So Real» fueron moderados éxitos internacionales. Su segundo álbum de estudio, I Wanna Be With You, se convirtió en el álbum debut de Moore fuera de Estados Unidos, vendiendo más de 3 millones de copias en todo el mundo.
En 2001, lanzó su tercer álbum, Mandy Moore, del que se desprendió «In My Pocket»; el álbum fue su último en ser certificado por la RIAA, recibiendo una certificación de oro. Poco después, en 2003, Moore lanzó su cuarto álbum de estudio, Coverage, con versiones de clásicos de los sesenta y ochenta, tales como «Have a Little Faith in Me» y «Senses Working Overtime». Después del lanzamiento del álbum, Moore se separó del sello discográfico debido a diferencias creativas. La división llevó a la compañía discográfica a lanzar dos álbumes de compilación The Best Of Mandy Moore y Candy, los cuales han vendido alrededor de 300.000 copias hasta la fecha. Moore no volvió a la música hasta 2007, con el lanzamiento de Wild Hope, su quinto álbum de estudio. Con este álbum la carrera musical de Moore dio un giro hacia música de género pop-folk y dirigida hacia un público más adulto. El álbum no logró cosechar gran éxito, habiendo vendido hasta la fecha alrededor de 200.000 copias, y no pudo recibir ninguna certificación RIAA. En 2009, volvió a la industria con Amanda Leigh, su sexto álbum de estudio, el cual alcanzó el puesto N.º 25 en Billboard 200 y vendió alrededor de 100.000 copias. En 2012, Moore confirmó que estaba trabajando en su séptimo álbum de estudio, el cual fue lanzado en marzo de 2020, bajo el título de Silver Landings. A partir de 2009, Moore ha vendido más de 10 millones de álbumes en todo el mundo, de acuerdo a Billboard. En 2012, Mandy obtuvo el lugar N.º 96 de la lista "Las 100 mujeres más grandes en la música" según la cadena VH1.
Además de su carrera musical, Moore también ha incursionado en la actuación. Hizo su debut cinematográfico en la película Dr. Dolittle 2 (2001), aunque era solo un papel menor de voz. Más tarde, ese mismo año, apareció como Lana en la película de comedia The Princess Diaries junto a Anne Hathaway. Tuvo su primer papel protagonista en la película romántica A Walk to Remember (2002), que se basaba en el libro de Nicholas Sparks. La película se convirtió en un gran éxito taquillero. Entre 2003 y 2006, Moore apareció en varias películas, incluyendo How to Deal, Chasing Liberty, Saved! y Racing Stripes. Más tarde apareció en la película American Dreamz (2006). La película no pudo recuperar su presupuesto de 17 millones de dólares, y debutó en el número 9 en la taquilla. Al año siguiente, Moore apareció en la comedia romántica ¡Porque lo digo yo!, junto a Diane Keaton. La película fue recibida negativamente por la crítica, pero fue un éxito financiero, recaudando más de 69 millones de dólares a nivel mundial en la taquilla. En 2010, Moore interpreta a Rapunzel en la película animada Enredados, en la que interpretó la canción «I See the Light».

## Biografía

### 1984-1998: primeros años e inicios de su carrera
Amanda Leigh Moore nació el 10 de abril de 1984 en Nashua, (Nuevo Hampshire);  aunque creció en Altamonte Springs, una pequeña ciudad de Florida, en las afueras de Orlando. Su madre, Stacy (de soltera, Friedman), es periodista y trabajó para la Orlando Sentinel, y su padre, Donald "Don" Moore, es piloto de American Airlines. El padre de Moore es de ascendencia irlandesa y cheroqui, y su madre es de ascendencia inglesa y judía.
Fue criada en la religión católica (aunque actualmente no se considera practicante) y estudió en el colegio Bishop Moore High School, un colegio católico en Orlando, Florida, y en el colegio Lake Brantley High School en Altamonte Springs, Florida.
Moore se interesó por la actuación y el canto desde muy joven, y citó a su abuela, bailarina en el teatro municipal del West End de Londres, como una de sus inspiraciones. Moore declaró: «Mis padres pensaban que era sólo una fase pasajera». Comenzó a protagonizar numerosas producciones locales, así como la ejecución del Himno Nacional en numerosos eventos basados en Orlando. Tenía solo 12 años cuando asistió a Stagedoor Manor, un campamento de teatro, al que habían asistido otras celebridades como la actriz Natalie Portman.  El productor y director Konnie Kittrell dijo de Moore: "Era una chica tranquila y dulce", y afirmó que a pesar de que consiguió estar en numerosos shows "no era una persona que busca los focos".  Cuando tenía trece años empezó a trabajar en la música por sí misma. Un día, mientras trabajaba en el estudio, la oyó un empleado de FedEx que tenía un amigo en el departamento A&R de Epic Records. El repartidor, llamado Víctor, más tarde envió a este amigo una copia de la versión parcial de programa inconcluso de Moore y poco después firmó con la empresa discográfica.

### 1999-2000: primeros lanzamientos musicales

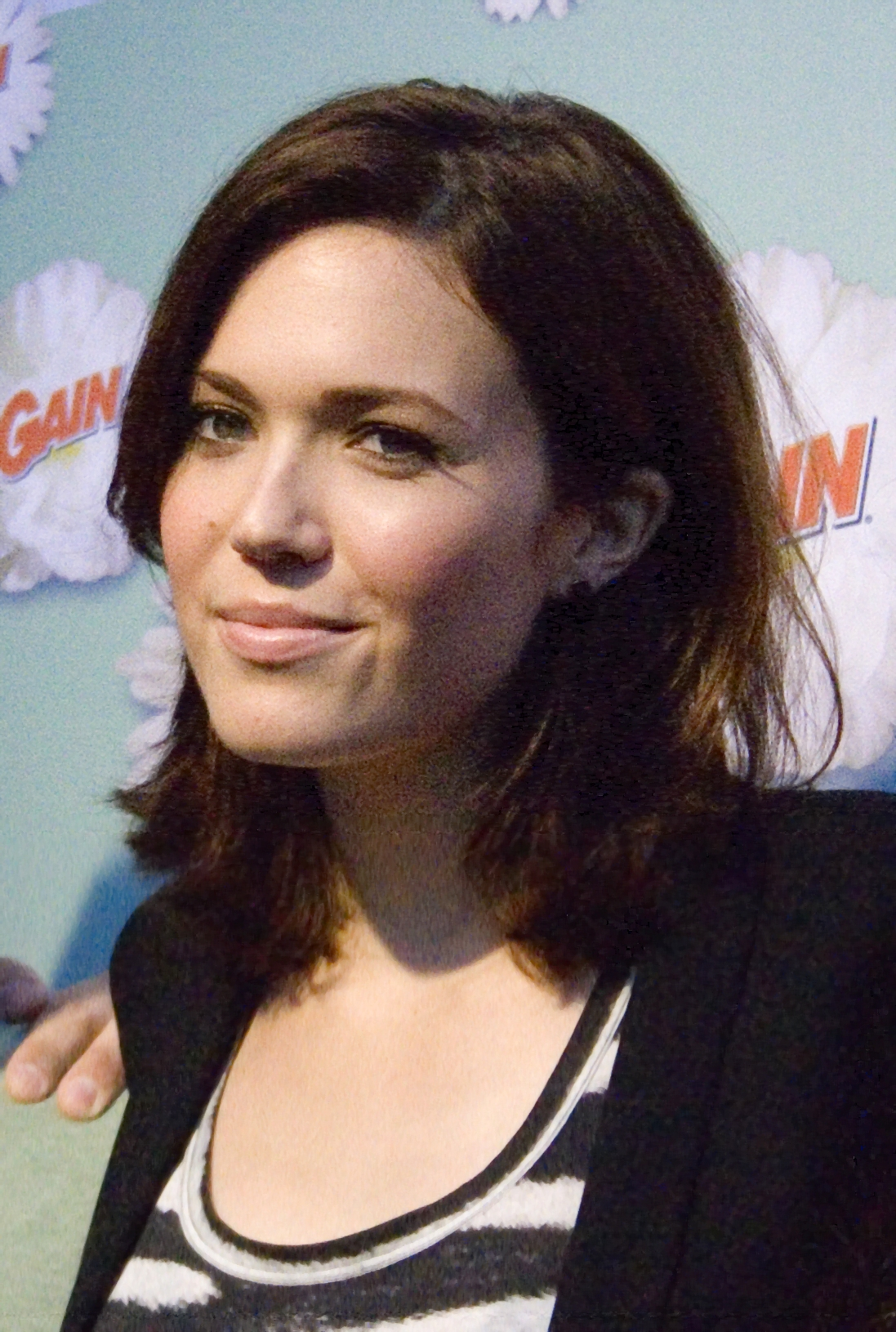
Mandy Moore durante la campaña publicitaria Love at First Sniff del detergente Gain en 2009.

Después de firmar con Epic Records, Moore comenzó a trabajar en su álbum debut. Durante la grabación del álbum tuvo que abandonar la escuela secundaria cuando era solo una estudiante de primer año, pero continuó recibiendo educación con profesores particulares.  A principios de 1999, Moore comenzó una gira con la banda de pop 'N Sync por América del Norte en la cuarta etapa de la gira. En una gira con la banda, declaró: "Fue genial. Realmente los respeto a ellos y a su música". Ese mismo año, también fue de gira con los Backstreet Boys durante todo el verano de 1999. Poco después el sello Epic Records lanzó «Candy», el sencillo debut de Mandy Moore. El sencillo, que atrajo inmediatamente comparaciones con otros cantantes de pop adolescente como Britney Spears, Jessica Simpson y Christina Aguilera, fue un éxito comercial en numerosos países. La canción debutó en el n.º 88 en Billboard Hot 100, antes de alcanzar la posición n.º 41 de la lista.  El sencillo recibiría después una certificación de Oro de la RIAA, por vender más de 500.000 copias solo en los Estados Unidos. «Candy» alcanzó el n.º 2 en las listas de Australia, donde recibió un disco de platino.
Moore lanzó su álbum debut, So Real, el 7 de diciembre de 1999 con Epic Records. El álbum tuvo un lanzamiento limitado, en solo unos pocos países, recibiendi comentarios encontrados de los críticos. Allmusic dijo que "el álbum debut de Mandy Moore sonaba como si estuviera inspirado casi por completo al escuchar álbumes de éxito recientes por 'N Sync, Backstreet Boys y Britney Spears". So Real debutó en el N.º 71 de Billboard 200, vendiendo 30 000 copias en su primera semana de lanzamiento. El álbum posteriormente siguió subiendo en la lista hasta que llegó al n.º 31. So Real recibió un disco de platino de la RIAA por ventas superiores a un millón de copias solo en los Estados Unidos.  Hasta la fecha, So Real ha vendido unas 2,5 millones de copias a nivel mundial. Moore lanzó su segundo sencillo, «Walk Me Home», el mismo día del lanzamiento del disco. El sencillo no logró igualar el éxito de su predecesor; sin embargo, alcanzó el n.º 38 en la lista de Mainstream Top 40 en los Estados Unidos.  «So Real», el tercer y último sencillo, solo fue lanzado en Europa, Asia y Oceanía. En Australia, se convirtió en su segundo Top 40, alcanzando el puesto n.º 21 en las listas ARIA.
Antes de que terminase la promoción de So Real, Moore ya había comenzado a trabajar en nuevo material. Lanzó el primer sencillo de su siguiente proyecto, titulado «I Wanna Be With You», el 11 de julio de 2000. La canción se convirtió en su primer sencillo en alcanzar en Billboard Hot 100 desde su sencillo debut, «Candy». «I Wanna Be with You» pasó 17 semanas en la lista y obtuvo la posición n.º 24.  La canción se convirtió en su primer hit Top 20 en Mainstream Top 40, donde alcanzó el n.º 11. El sencillo también se convirtió en el segundo mejor éxito Top 20 en Australia en la carrera de Moore, donde alcanzó el puesto n.º 13. La canción fue elegida por la revista Billboard y Allmusic. Moore lanzó su segundo álbum de estudio oficial, I Wanna Be With You, el 9 de mayo de 2000. El álbum contenía canciones inéditas, así como canciones de su álbum anterior, So Real. I Wanna Be with You sirvió como álbum debut de Moore en numerosos países. El álbum fue criticado por considerar que se trataba de un álbum de remixes, y no un verdadero disco original. Sin embargo fue un éxito comercial, debutando en el n.º 21 en Billboard 200 vendiendo más de 70.000 copias en su primera semana. Llegó a recibir un disco de oro de la RIAA, por ventas superiores a 500.000 copias solo en los Estados Unidos, y vendiendo más de 3 millones de copias a nivel mundial.

### 2001-2002:Mandy Moorey debut cinematográfico
En 2001, empezó a componer su tercer álbum de estudio, con el que se alejó del sonido y la estética bubblegum pop presentes en sus anteriores trabajos. En una entrevista para Billboard, Moore dijo que, como «ahora toda la música se ve y suena igual», prefirió hacer algo diferente. El primer sencillo, «In My Pocket», se lanzó el 29 de mayo de ese año. Matt Diehl, de Entertainment Weekly, dijo que el tema es «Eurodisco con influencia india». Aunque no consiguió entrar al Billboard Hot 100 en Estados Unidos, la canción alcanzó el segundo puesto en el Billboard Bubbling Under Hot 100 Singles y el vigésimo primero en la lista de Billboard de canciones pop. «In My Pocket» fue su tercer hit Top 20 en Australia, donde quedó en el puesto undécimo de las listas ARIA.
Su tercer álbum de estudio, Mandy Moore fue lanzado el 19 de junio de 2001. El álbum contenía canciones uptempo y las influencias de la música oriental. Allmusic describió el álbum como "una producción exuberante, en capas". Ha recibido críticas mixtas de los críticos otros. El álbum debutó y alcanzó el puesto N º 35 en Billboard 200, y pasó a recibir una certificación de Oro de la RIAA. El álbum ha vendido 2 millones de copias en todo el mundo. El álbum también alcanzó el N º 37 en Australia, su posición más alto en el país hasta la fecha. El segundo sencillo de Mandy Moore, titulado «Crush», fue lanzado el 28 de agosto de 2001. Se convirtió en su segundo sencillo trazar en la Bubbling Under Hot 100 de Billboard, alcanzando el puesto N º 19.
Durante el verano de 2001, Moore hizo su debut en el cine como la voz de una niña Oso Cub en la comedia Dr. Dolittle 2, protagonizada por Eddie Murphy. Más tarde ese año, Moore obtuvo un papel secundario en la película de comedia The Princess Diaries, lanzado en agosto. Ella interpretó el papel de Lana Thomas, un personaje antagónico a la estrella Anne Hathaway. En su papel, Moore dijo a In Style "Yo soy la chica popular de crudo que obtiene un helado en la cara". La película se estrenó en 2.537 salas de cine en América del Norte y recaudó 22.862.269 dólares en su primer fin de semana. Se recaudó 165.335.153 dólares en todo el mundo-108,248,956 dólares en Norteamérica y 57.086.197 dólares en otros territorios. Comentarios sobre la película eran mixtos. Para la película, Moore interpretó la canción original «Stupid Cupid», en una escena de playa. Tuvo su primer papel protagonista en la película romántica A Walk to Remember de 2002, que se basaba en el libro de Nicholas Sparks, la película se convirtió en un gran éxito taquillero. La película se estrenó en el N º 3 en la taquilla de los Estados Unidos recaudando 12.177.488 dólares en su primer fin de semana, detrás de Aventuras en Alaska y Caída del Halcón Negro. A pesar de que no es un éxito de crítica, fue un éxito de taquilla modesto, ganando $ 41.281.092 en los Estados Unidos solamente, y un inesperado éxito en Asia. El ingreso total generado en todo el mundo fue $ 47.494.916. El filme obtuvo nominaciones Moore numerosas distinciones y premios por su actuación. La canción "Cry", del tercer álbum de estudio de Moore, fue lanzada como tercer sencillo del álbum para ayudar a promover la película. Al comentar sobre la película, ella dijo: ". Era mi primera película y sé que la gente dice que puede ser cliché y es una película sentimental o cursi, pero para mí, es lo que estoy más orgulloso".

### 2003-2006: Coverage y grandes éxitos
Para el año 2003, comenzó a trabajar en cuarto álbum de estudio, reveló más tarde que sería un álbum de covers titulado Coverage. El álbum consistía en canciones lanzadas a través de la década de 1970-1980. El primer sencillo del álbum, un cover de John Hiatt, «Have a Little Faith in Me», fue lanzado poco antes del álbum, pero no tuvo un impacto en las listas de éxitos. Coverage fue lanzado el 21 de octubre de 2003. Allmusic caracterizó el álbum como un salto "a la madurez musical". El álbum debutó en el N.º 14 en Billboard 200, con 53.000 ventas en la primera semana. Esto hizo que fuera el debut más alto de Moore en la lista, y la posición más alta con un álbum hasta la fecha. A pesar de que obtuvo buena posición, no logró vender más de 200.000 copias en Estados Unidos, siendo su primer álbum en dejar de ser certificado por la RIAA. El segundo sencillo, «Senses Working Overtime», no tuvo ningún éxito en las listas. Debido a las diferencias creativas entre Moore y su discográfica, Moore se separó de Epic Records. La compañía lanzó el álbum recopilatorio de éxitos The Best of Mandy Moore en noviembre de 2004 como una obligación final de contrato de Moore. El álbum, que no contó con ningún material nuevo, alcanzó el N.º 148 en Billboard 200. Otra compilación, Candy, le siguió en 2005.
En 2003, Moore protagonizó la comedia romántica How to Deal, que no logró atraer a multitudes de adolescentes en los EE. UU. y recaudó un total de 14 millones de dólares a nivel nacional. Su siguiente película fue en 2004, Chasing Liberty, una comedia romántica que recaudó aproximadamente 12 millones de dólares. Más tarde, en 2004, Moore apareció en un papel principal en la sátira de la religión Saved! en la que interpretaba a Hilary Faye, una chica adecuada y popular en una escuela cristiana. La película críticas positivas, a pesar de que no recibió un comunicado de ancho. Moore recibió elogios por su actuación, como un crítico que lo llamó una "delicia demente" y otro nombrándola su mejor actuación hasta la fecha. Ella cantó una versión del hit de 1966 de los Beach Boys «God Only Knows» con Michael Stipe, que finaliza la película.

### 2007-2009: Wild Hope y Amanda Leigh
En 2006, Moore comentó en sus primeros álbumes, y señaló que, aunque ella creía que su primer álbum era apropiado para su edad en el momento en que ella lo ha entregado. Poco después Moore dijo que echaba de menos su carrera musical y que cantar era lo "más apasionado de su vida." Moore había firmado con Sire Records después de que su contrato con Epic Records terminara, pero dejó la compañía en mayo de 2006. Ella firmó con una nueva EMI Music, en julio de ese año, al describir su nuevo contrato como "especialmente emocionante", y agregó que ella se fue Sire Records porque no quería "seguir la corriente", sino que tiene "el control total y la libertad" para su trabajo. En 2007 Mandy también grabó para Pepsi y Yahoo! el popular tema de "Umbrella" en un Slow Remix, la cual tuvo gran aceptación en la radio, cabe mencionar que este tema es de la cantante de Barbados, Rihanna y muchos fanes comentan que es un gran regreso de Mandy Moore a la música. El quinto álbum de estudio de Mandy, Wild Hope fue lanzado el 19 de junio de 2007, e incluye colaboraciones con artistas Chantal Kreviazuk, Rachael Yamagata, Lori McKenna y The Weepies. Moore interpretó «Extraordinary» en los premios Brick Awards en 12 de abril de 2007 y puso en marcha una gira en el verano de 2007. Wild Hope recibió generalmente críticas mixtas. Billboard dijo que Wild Hope es el sonido gratificante de un cantante que finalmente encontró su zona de confort. Se ha ido el pop azucarado de la carrera temprana de Moore, reemplazado por reflexiones sobre el amor y la vida... un disco lleno de ganchos sutiles, pero innegables". Wild Hope debutó en Billboard 200 en el N.º 30, con la venta de solo 25.000 copias en la primera semana de lanzamiento, de acuerdo a Billboard. Es la tercera posición más alta de Moore desde su álbum debut. Su álbum también alcanzó el número 9 en los álbumes Top Internet. Después de 5 semanas, Wild Hope estuvo en Billboard 200. Hasta la fecha, Wild Hope ha vendido más de 120.000 copias en los Estados Unidos y en todo el mundo 250.000. El 23 de febrero de 2008, Moore lanzó Wild Hope en Australia, y posteriormente realizó una gira con Ben Lee y la West Australian Symphony Orchestra en el oeste de Australia, el apoyo a Kelly Clarkson en su gira. En octubre de 2008, Moore publicó en su página web videos en vivo de tres nuevas canciones que había estado trabajando, junto con el cantante y compositor, pianista y guitarrista Mike Viola. Se esperaba en un primer momento que fuera a ser un álbum a dúo entre los dos, pero en enero de 2009 se reveló que sería un disco en solitario con una colaboración con él, que fue estrenada en abril de 2009. Moore también apareció en la comedia romántica License to Wed junto a Robin Williams y John Krasinski, publicada el 3 de julio de 2007. La reacción crítica a la película fue abrumadoramente negativa. Más tarde ese mismo año, ella apareció en la película independiente Dedication, que se estrenó en el Festival de Cine de Sundance de 2007. La película recibió críticas mixtas de los críticos.
 En mayo de 2009 es lanzado su sexto álbum de estudio Amanda Leigh bajo el sello discográfico Storefront Records, este álbum recibió críticas muy buenas respecto de varios medios como Rolling Stone, Marie Claire, Paper Magazine, etc. El álbum escrito por Mandy Moore y Mike Viola, es un álbum mucho más maduro, el cual ya no va en el rumbo que siguen sus anteriores rivales Britney Spears y Jessica Simpson, este álbum se centra más en música real y no comercial. Mandy promociona este álbum presentándose en el Show de Ellen Degeneres en el cual habla de su disco, y además canta su nuevo tema «I Could Break Your Heart Any Day of the Week». También se presentó en The Tonight Show con Jay Leno. El álbum debutó en el puesto N.º 25 en Billboard 200, lamentablemente por falta de promoción el álbum está cayendo en ventas, y hasta la fecha ha vendido cerca de 100.000.

### 2010-2015:Enredados,The AdvocatesyIn the Deep

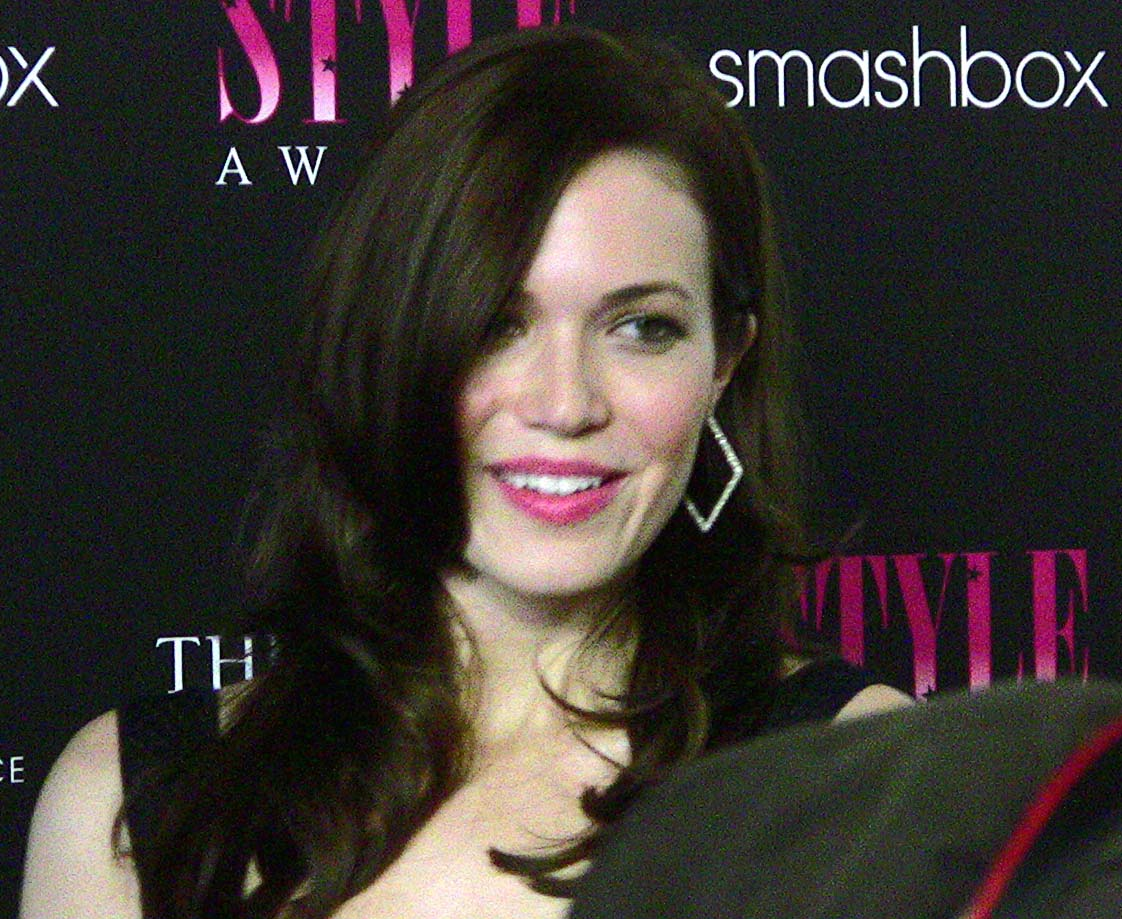
Moore en Hollywood Style Awards 2011.

Después de una pausa de casi dos años de funciones de pantalla grande, Moore filmó la comedia romántica Swinging with the Finkels en Reino Unido en 2009 para un lanzamiento en 2011. Moore también protagonizó con el actor Kellan Lutz en la película de 2010, Love, Wedding, Marriage. Ella fue una estrella invitada en el final de la sexta temporada de Grey's Anatomy el 20 de mayo de 2010, su primer papel de televisión desde 2007. Volvió en un papel como invitado en un episodio de la séptima temporada de la serie. Ese mismo año, Moore le dio la voz a la Princesa Rapunzel en la película animada de Disney, Enredados. Mandy también colaboró en la banda sonora de la película. Fue nominada a los Premios de la Academia en la categoría de "Best Original Song" por «I See the Light», canción que cantó al lado de Zachary Levi; así mismo como una nominación para los Golden Globe en la misma categoría.
Para cadena de televisión Vh1, Moore se encuentra en la posición 96 en la lista de Las Cantantes más Grandes de la Música. En julio de 2012, Moore anunció que colaboraría con su marido en su séptimo álbum de estudio. Ella dijo: "Hay una tremenda influencia en estos momentos alrededor de la casa, desde la música que he presentado y ser muy feliz y en una relación sana y feliz [...] Creo que todavía tenemos mucho material para sobre el que escribir". Ella agregó que piensa que el nuevo álbum será "intenso, emocional", y espera que se dará a conocer a finales de 2012 o principios de 2013. El 20 de febrero de 2013, se anunció Moore sería protagonista de un nuevo sitcom de ABC llamado Pulling basada en la serie británica del mismo nombre. El piloto fue escrito por Lee Eisenberg y Gene Stupnitsky. Sin embargo, como la fundición evolucionado el desarrollo de todos los personajes de la serie, como Moore, ella creía ser no adecuada para el papel y pidió ser liberada del proyecto. Poco después, se unió al elenco de The Advocates, una película para la televisión de CBS. 
En una entrevista en julio de 2014, con CBS News, Moore dijo que el 2014 fue "el año del progreso real hacia adelante" en su nuevo disco, y lo describió como más "peligrosa" y "en bruto" cuando se compara con sus discos anteriores.
En mayo de 2015, Moore fue elegida para participar en la película de suspense In the Deep con Claire Holt. La filmación comenzó en los estudios Pinewood en el Reino Unido el 18 de junio de 2015, y concluyó el 7 de agosto de 2015.

### 2016- presente:This Is Us, regreso a la música conSilver LandingsyIn Real Life

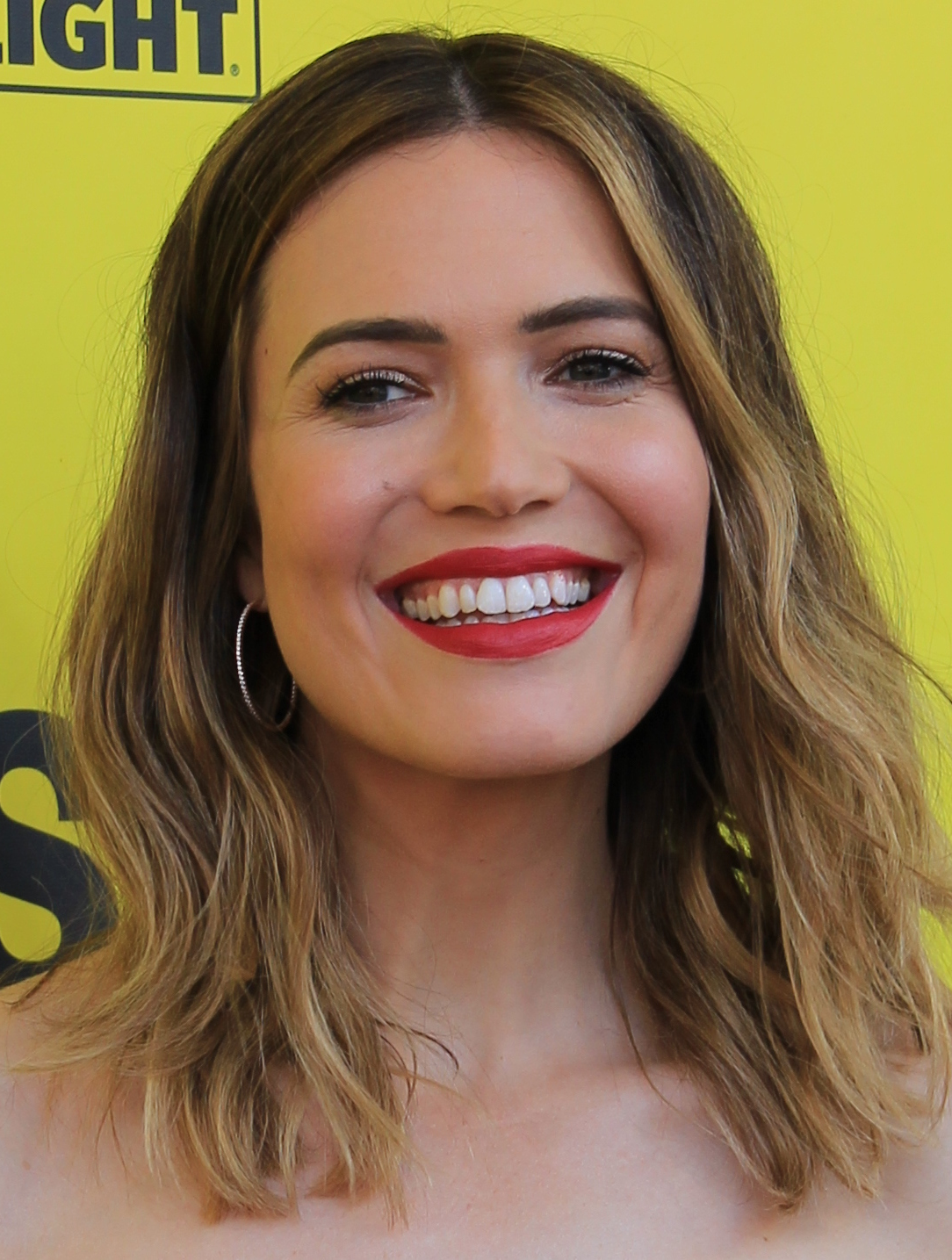
Mandy Moore en 2018

En septiembre de 2016, Moore coprotagoniza junto a Milo Ventimiglia en la serie familiar This Is Us de la cadena NBC, un papel que le ha valido ser nominada a los People's Choice Awards (2017), los Premios Globo de Oro (2017) y los MTV Movie & TV Awards (2017).
El 3 de agosto de 2018, Moore coprotagonizó con Amandla Stenberg y Patrick Gibson en la película de ciencia ficción The Darkest Minds.
El 18 de noviembre de 2018 ae casó con su novio Taylor Goldsmith, cantante principal de la banda Dawes. El 25 de marzo de 2019, recibió su estrella en el Paseo de la Fama de Hollywood.
El 17 de septiembre de 2019, Moore lanza «When I Wasn't Watching» como primer sencillo de su séptimo álbum de estudio, Silver Landings por Verve Forecast Records. La canción fue escrita por Jason Boesel, Moore, Mike Viola y Taylor Goldsmith, producida por Viola. Es su primer sencillo lanzado luego de «I Could Break Your Heart Any Day of the Week» en 2009.
En octubre de 2019, se dio a conocer que Moore junto a la cadena ABC producen una serie basada en su vida, la misma llevara el nombre de '90s Popstar.
En marzo de 2022, Moore lanzó el primer sencillo de su séptimo álbum de estudio In Real Life, el cual fue puesto a la venta en mayo de 2022.

## Vida personal
En septiembre de 2020 Moore anunció por medio de Instagram que ella y su marido, Taylor Goldsmith, estaban esperando su primer hijo. Su hijo, August Harrison Goldsmith, nació en febrero de 2021. En junio de 2022 anunció su segundo embarazo. Su segundo hijo, Oscar Bennett Goldsmith, nació en octubre de 2022. Su hija  Louise Everett Goldsmith nació en septiembre de 2024.